# Бадильо, Виктор Мануэль
Ви́ктор Мануэ́ль Бади́льо Франсе́ри (исп. Víctor Manuel Badillo Franceri, 1920—2008) — венесуэльский ботаник, специалист по систематике Сложноцветных и Кариковых.

## Биография
Родился 15 октября 1920 года в Ла-Гуайре в семье Виктора Бадильо и Росы Эльвиры Франсери.
Учился в Центральном университете Венесуэлы, в 1948 году окончил ег по специальности агронома. С 1949 по 1951 год — декан агрономического факультета, с 1951 по 1953 год — доцент по кафедре ботаники.
До 1976 года Бадильо являлся профессором без кафедры на агрономическом факультете, затем стал почётным профессором.
В 1989 году Гербарию агрономического факультета Центрального университета Венесуэлы (MY) в Маракае было присвоено имя В. М. Бадильо, основавшего его в 1949 году. В настоящее время куратором гербария является Луис Эрнандес Чонг.
С 1967 по 2001 год Бадильо напечатал серию работ по систематике семейства Кариковые, в 1971 году издал монографию семейства. Именно он впервые после Декандоля (1864) обосновал самостоятельность родов Carica и Vasconcellea.
Скончался в ноябре 2008 года.

## Некоторые научные работы
- Badillo, V. M. Caricaceae Esquema 2 // Revista de la Facultad de Agronomía de la Univerdad Central de Venezuela. — 1993. — Vol. 43.

## Роды и некоторые виды, названные именем В. Бадильо
- Badilloa R.M.King & H.Rob., 1975
- Carramboa badilloi (Cuatrec.) Cuatrec., 1976 = Espeletia badilloi Cuatrec., 1945
- Manettia badilloi Steyerm., 1972
- Matelea badilloi Morillo, 1980
- Oryctina badilloi (G.Ferrari) Kuijt, 1992 = Phthirusa badilloi G.Ferrari, 1982
- Pentacalia badilloi (Cuatrec.) Cuatrec., 1981 = Senecio badilloi Cuatrec., 1950
- Rhodospatha badilloi G.S.Bunting, 1975
- Solanum badilloi Benítez, 1987